# Kota Atas
Kota Atas is een bestuurslaag in het regentschap Sabang van de provincie Atjeh, Indonesië. Kota Atas telt 3764 inwoners (volkstelling 2010).